# 貝永大橋
貝永大橋（英語：Bayonne Bridge）是世界上跨度第四长的钢铁拱桥，落成时是世界上最长的。它連接美國新泽西州貝永及纽约州史泰登島，跨越范寇爾水道。